# Zbigniew Wyparło

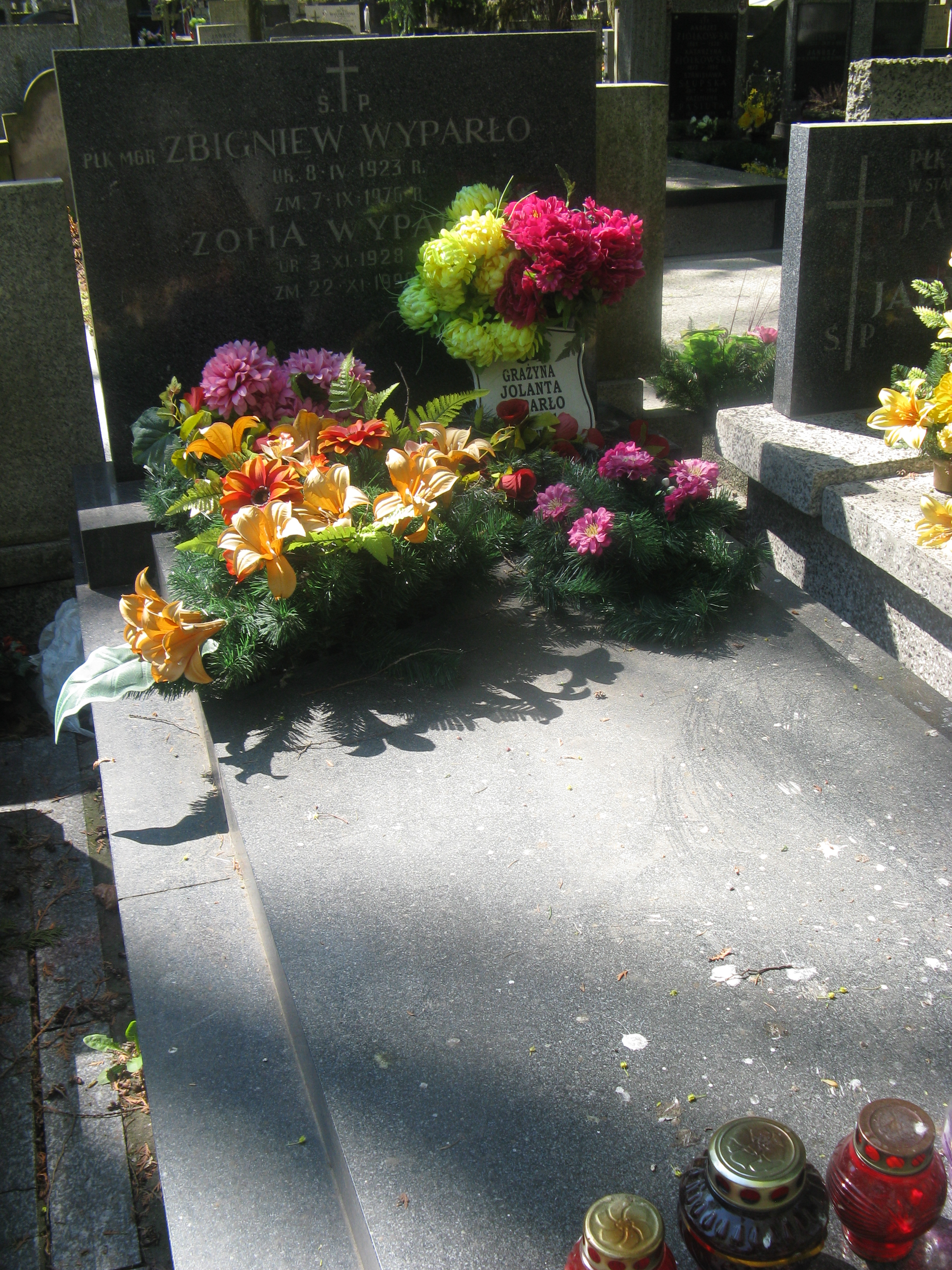
Grób Zbigniewa Wyparło na Cmentarzu Wojskowym na Powązkach

Zbigniew Wyparło (ur. 8 kwietnia 1923 w Będzinie, zm. 7 września 1976 w Warszawie) – pułkownik, funkcjonariusz służby bezpieczeństwa, kierownik Grupy Operacyjnej „Wisła” MSW w Moskwie.

## Życiorys
Syn Stanisława i Matyldy. Absolwent Wojewódzkiej Szkoły Bezpieczeństwa Publicznego w Katowicach (1947). Funkcjonariusz resortów - bezpieczeństwa publicznego i spraw wewnętrznych, pełniąc m.in. funkcje referenta i kierownika wydziału w WUBP w Katowicach (1945–1948), st. referenta, kierownika sekcji, zastępcy naczelnika i naczelnika wydziału w Departamencie I MBP (1948–1955), naczelnika wydziału w Departamencie II, kontrwywiadu KdsBP (1955–1957), naczelnika wydziału w Departamencie II, zastępcy dyrektora Biura „B”, obserwacji, zastępcy dyrektora Departamentu II, zastępcy dyrektora Biura „W”, kontroli korespondencji MSW (1957–1965). W latach 1965–1967 był st. insp. Grupy Operacyjnej „Wisła” w Moskwie; zaś w okresie 1 września 1967 - 31 lipca 1970 jej kierownikiem, przebywając na etacie niejawnym kierownika Grupy III Departamentu II MSW.
Pochowany na wojskowych Powązkach w Warszawie (kwatera A16-3-19).